# نهر باراليا
نهر باراليا (بالإنجليزية: Baralia River)‏، هو رافد فرعي لنهر براهمابوترا في ولاية آسام الهندية. ينبع نهر باراليا من نهر لوكيتورا ويتدفق عبر منطقة نالباري قبل التقائه بنهر بوثيماري ونهر براهمابوترا. نهر نونا هو أحد روافد نهر باراليا.